# Antoni Pastells Alguer
Antoni Pastells Alguer (Reus, 12 de març de 1716 - Reus, 9 de maig de 1809) va ser un metge català.
El seu pare, Antoni Pastells i Grisola, també de Reus, va ser tinent de granaders de la "Companyia de don Pere Pelegrí de l'Exèrcit de Catalunya a la vila de Reus", encara que després passà a les files filipistes. Antoni Pastells va entrar al Reial Col·legi de Cirurgia de Cadis el 1751, on, l'any següent, va ser elegit practicant major de medicina. Més endavant va ser vicerector d'aquella institució i encara rector, fins al 1760, quan va demanar llicència per tornar a casa seva i se li va concedir. Arribat a Reus es casà amb Raimunda Nicolau i Ferrer, filla del comerciant Marià Nicolau i Querol, cosa que el va relacionar amb les famílies riques de la ciutat. El desembre de 1761 el doctor Pastells va ser nomenat metge de l'Hospital de Reus, on va treballar per a aconseguir diners pel seu funcionament. Va gestionar amb encert els diners que provenien del Teatre de les Comèdies, propietat de l'ajuntament igual que l'Hospital, instaurant a la institució els avenços clínics que coneixia dels seus estudis i pràctiques a Cadis. Com a professional tenia molt de prestigi, i va emetre diversos informes sobre epidèmies al Camp per encàrrec de les autoritats provincials. Alguns llicenciats de les facultats de Cervera o d'Osca entre el 1780 i el 1792 van realitzar pràctiques de medicina amb ell, a l'Hospital i en la seva consulta privada. El 1805 va participar en l'elaboració d'un informe sobre la conveniència o no de construir un Canal de Reus a Salou, per si hi havia perill d'epidèmia per les febres tercianes, juntament amb el doctor Jaume Ardèvol, el doctor Tomàs Sol i l'apotecari Antoni Soriguera. Va ser enterrat el 9 de maig de 1809. Salvador Vilaseca suposa que va morir en la terrible epidèmia de pesta que van patir Reus i altres llocs de la comarca aquell 1809.